# حصار هراة (1448)
توجه ألغ بك وابنه عبد اللطيف ميرزا بجيشه نحو هراة في ربيع 1448 من أجل أخذ خراسان من ابن أخيه علاء الدولة ميرزا الذي كان قد هرب إلى قوتشان بعد الهزيمة في  معركة ترناب. لقد استولوا على المدينة بسهولة باستثناء قلعة إختيار الدين وحصن Neretu كلاهما قدموا مقاومة شديدة. عند هذه النقطة فقط وصلت القوات المتقدمة هرات، التي كانت غير قادرة على أخذ القلعة أو حصن Neretu. قدم رماة باخرز الطاجيكين مقاومة شديدة وصدوا العديد من هجمات تيموريين سمرقند. في نهاية المطاف وصل ألغ بك بعد 17 يومًا من بدء الحصار؛ وبعد ذلك انهارت كل المقاومة أمامه في أقل وقت. نجح عبد اللطيف ميرزا في الاستيلاء على قلعة اختيار الدين التي سجن فيها بعد الكارثة في نيسابور والآن هنا تمكن من أخذ 4000 قطعة تومان إيراني نقدية. تابعوا انتصارهم بأخذ مشهد. لم يتمكن ألغ بك من متابعة أبناء أخيه، وبدلاً من ذلك قرر العودة إلى هراة تاركاً ابنه عبد اللطيف ميرزا المسؤول في مشهد.